# Vamp Creek
Vamp Creek är ett vattendrag i Kanada.   Det ligger i provinsen Manitoba, i den centrala delen av landet, 2 100 km nordväst om huvudstaden Ottawa. Vamp Creek ligger vid sjöarna  Kakat Mitatut Lake Lucile Lake Nikotwasik Lake och Uyenanao Lake.
I omgivningarna runt Vamp Creek växer i huvudsak barrskog. Trakten runt Vamp Creek är nära nog obefolkad, med mindre än två invånare per kvadratkilometer.